# 自衛民兵 (越南)
自衛民兵是一支不脫離生產和工作的群眾武裝力量（即民兵），是越南社會主義共和國人民武裝力量的一部分。越南民兵名義上由各級政府和人民委員會管理，由國防部長統一指導和指揮，以及地方軍事機關的直接指導和指揮。實際上民兵由越南共產黨領導，接受中央軍事委員會指揮，負責保護政權，保護人民的生命和財產，以及國家在社、機關、組織級別的財產。

## 歷史
1935年3月28日印度支那共產黨第一次全國代表大會在澳門召開，會上印度支那共產黨提出了“關於自衛隊的決議”（Nghị quyết về đội tự vệ）。

## 義務
越南公民，男性年滿18歲至45歲，女性年滿18歲至40歲，除某些特殊情況外，均有義務參加自衛民兵訓練。自衛民兵的義務履行期限一般爲4年。可以申請延長履行義務時間，男性不超過50歲，女性不超過45歲。